# Helmovka slizká
Helmovka slizká (Mycena epipterygia) je druh houby z čeledi helmovkovité (Mycenaceae).

## Znaky
Klobouk 1–2,5 cm široký, nejdřív vejčitý se postupně rozevírá na kužel až zvon, v pokročilém stáří může být i ploše sklenutý s tmavším hrboklem ve středu. Pokožka může být bílá, krémová, až jemně hnědá, slizká, dá se lehce sloupnout. Okraje jsou lehce zvlněné, světlejší, než zbytek klobouku.
Lupeny u třeně zoubkem sbíhavé, na klobouku středně hustě uspořádané, se slizkým, odloupnutelným ostřím. Barevně přecházejí z bílé, přes šedou až k lehce růžové.
Výtrusný prach je bílý.
Slizký, tenký, válcovitý, 3–8 cm vysoký třeň je výrazně žlutý, stárnutím postupně bledne.
Tenkomasá, žlutavá dužnina postrádá jakoukoliv chuť a vůni (vůně je někde popisována jako moučná a chuť jako mírná).

## Užití
Nejedlý druh.

## Ekologie
Tato houba není, co se stanoviště týče, vůbec vybíravá (nutno však podotknout, že je vázána na vlhká prostředí) – hojně roste v jehličnatých, smíšených i listnatých lesích, v mechových porostech, na zemi, humusu, opadu, popadaných větvích, trouchnivějícím dřevě, spáleništích atd. Ze stromů se nejčastěji vyskytuje pod habry, buky a duby. Často ji najdeme ve skupinkách. K nalezení je od srpna do listopadu.

## Rozšíření
Druh byl popsán v Evropě, Americe, Grónsku, Austrálii, Rusku, Číně, Japonsku, na Novém Zélandu a Islandu.

## Galerie

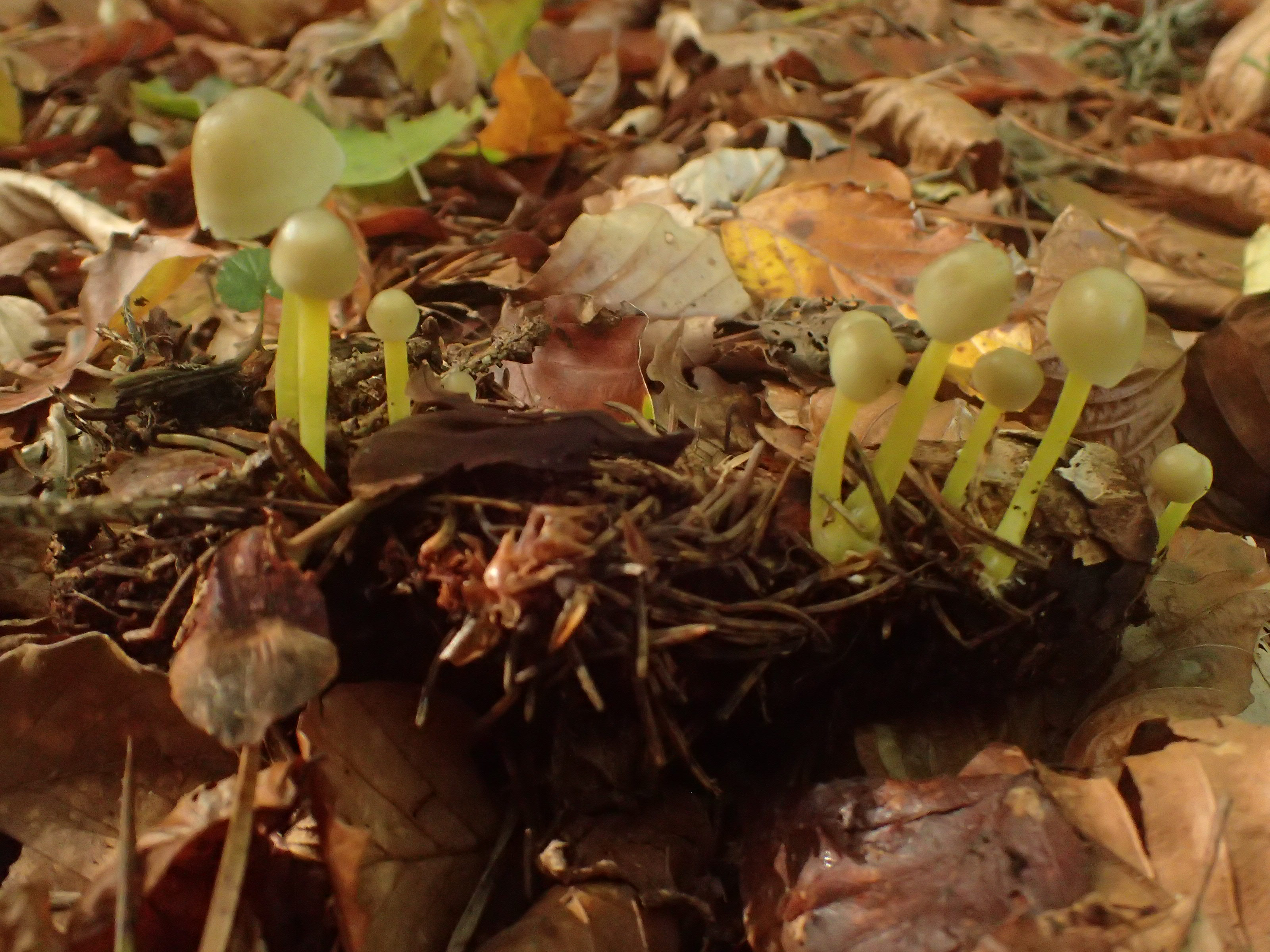
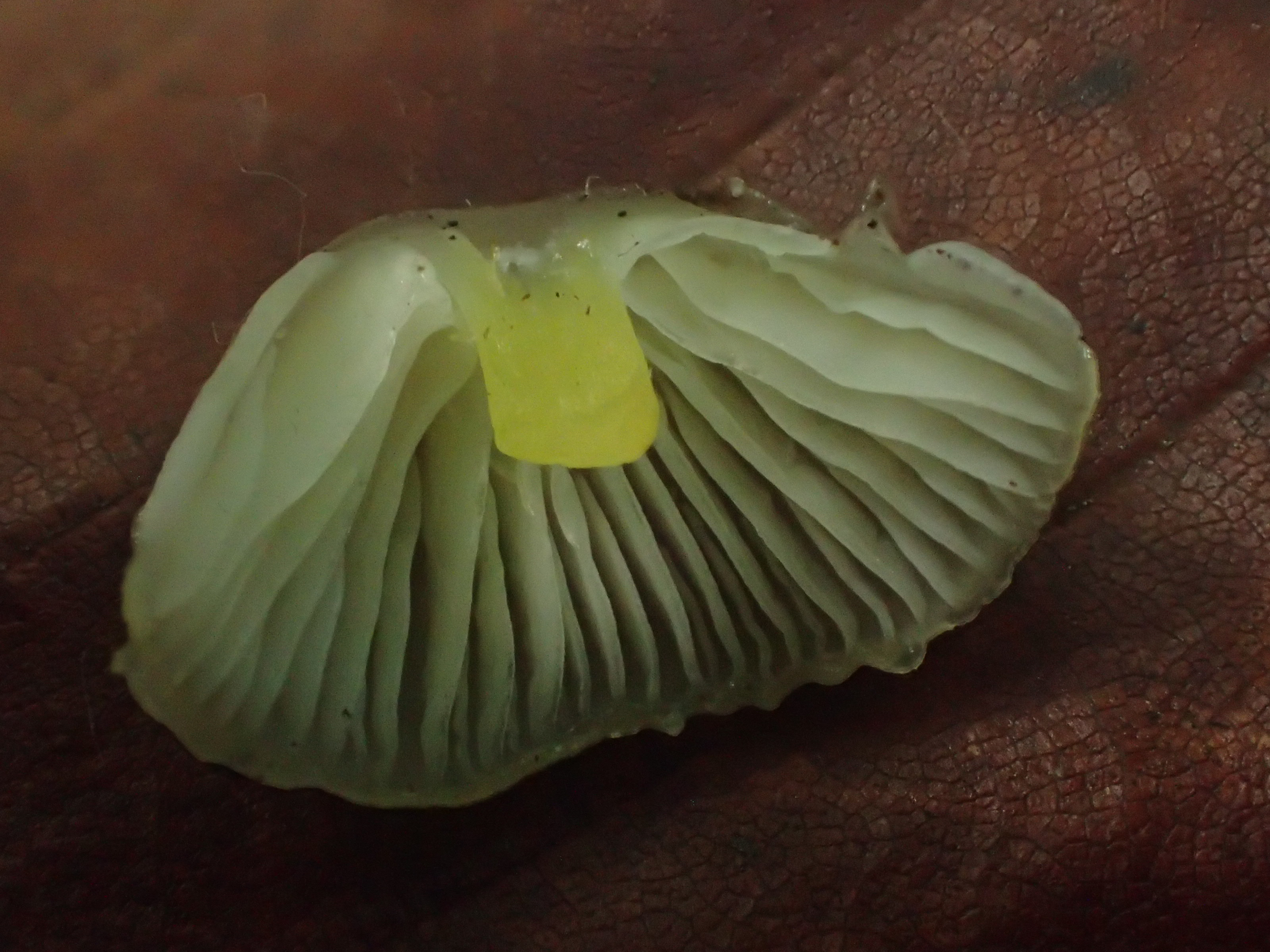
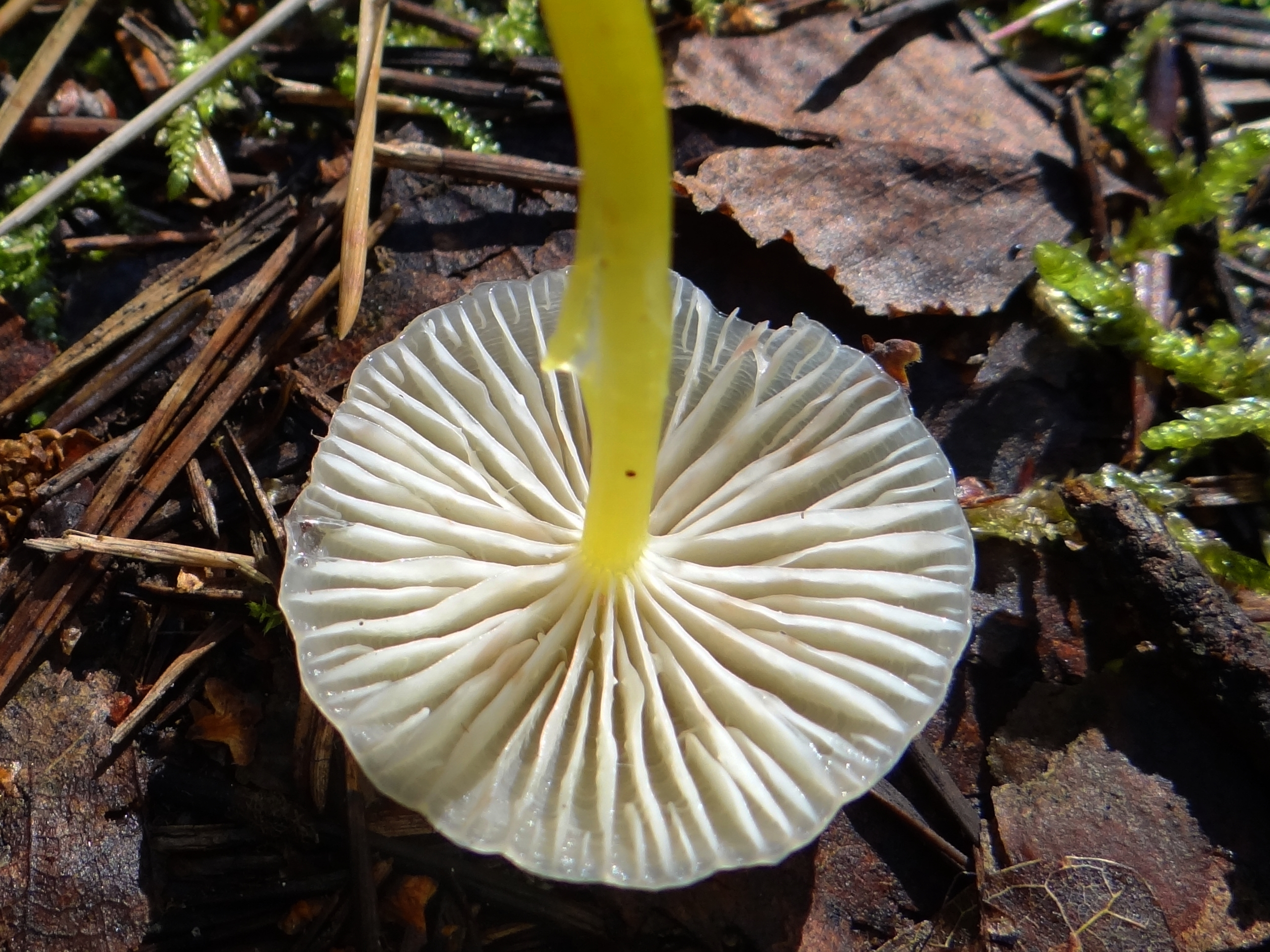
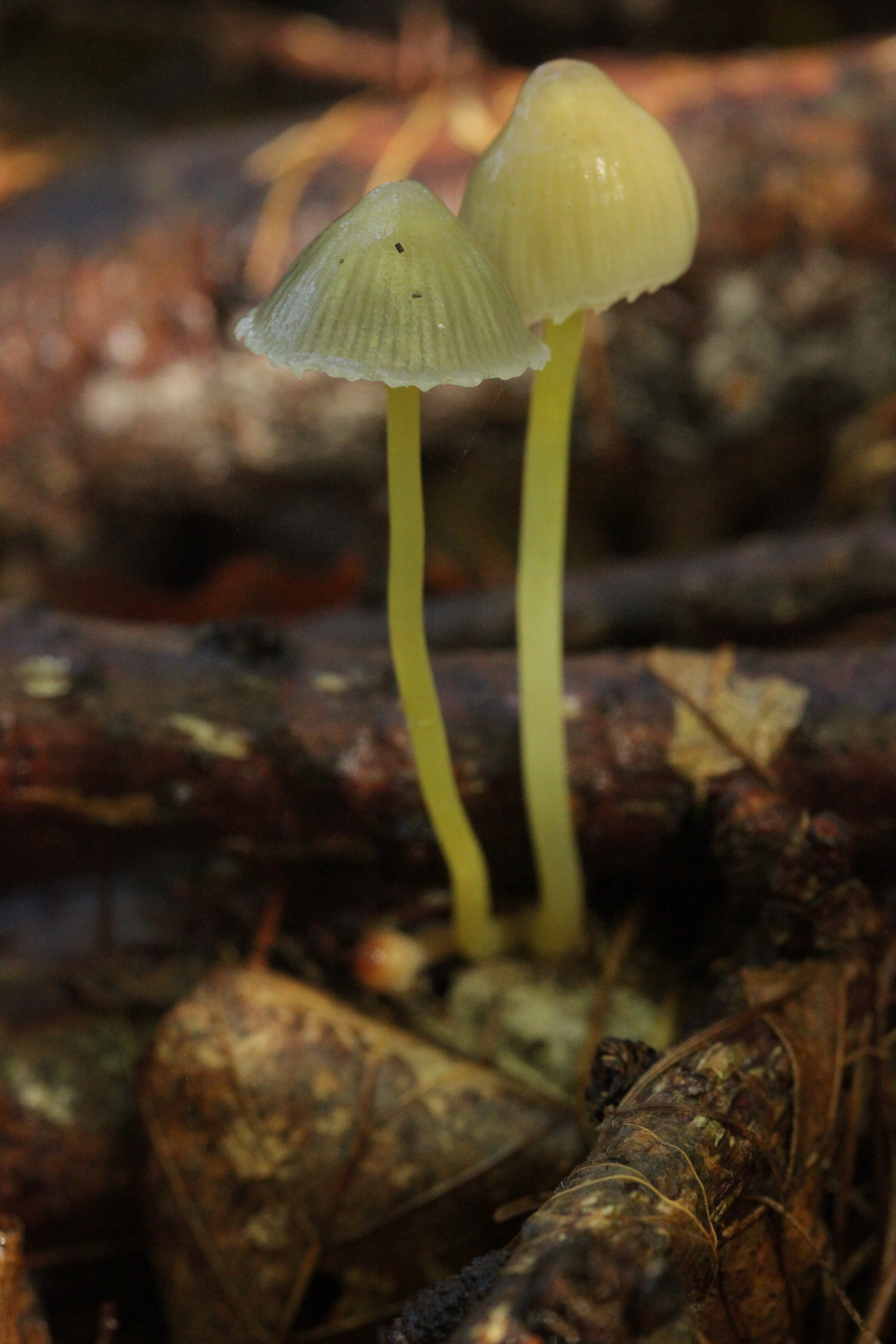
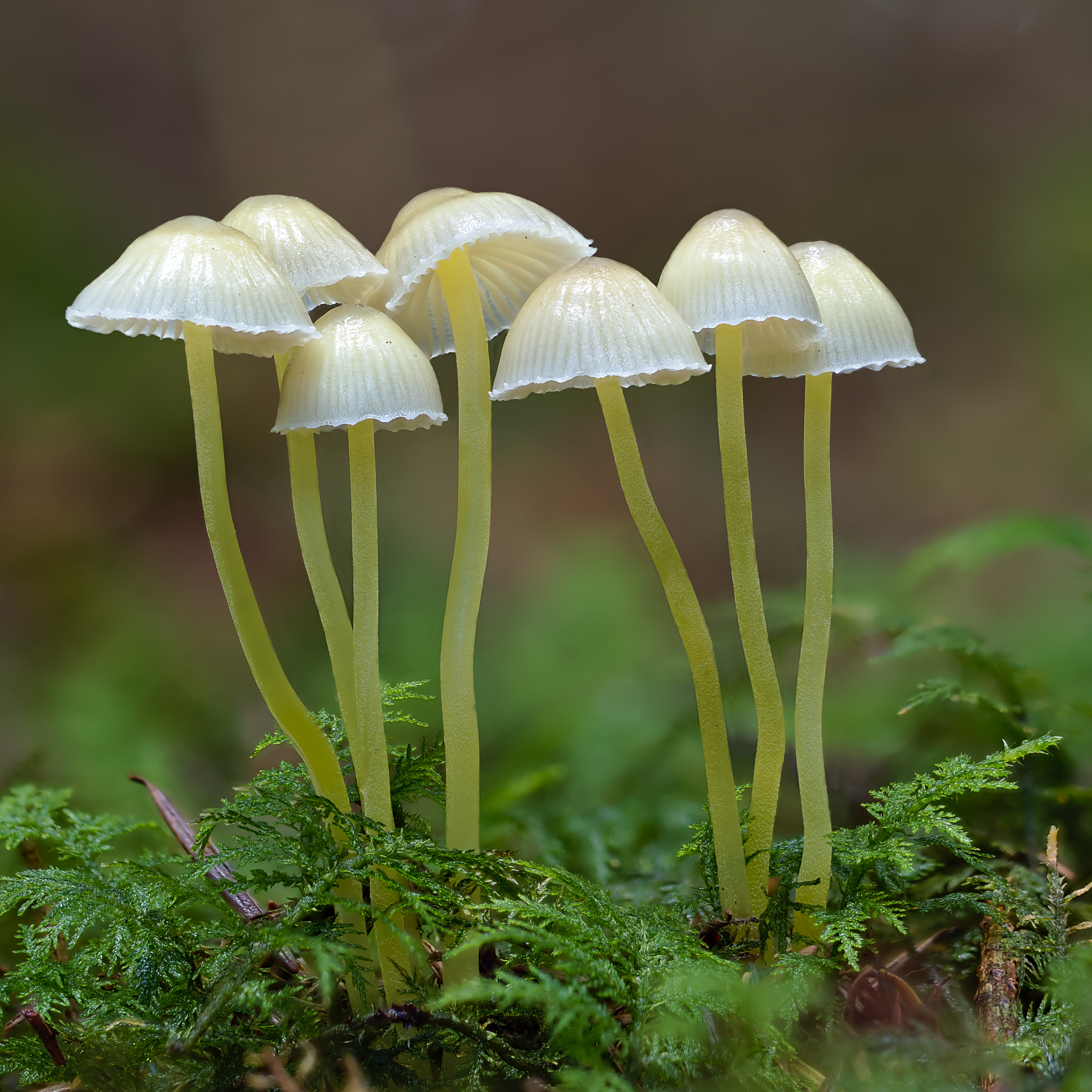

## Možnost záměny
Druh je sám o sobě velmi proměnlivý, ale bezpečně poznatelný podle žlutého třeně a sloupnutelné pokožky.